# Moatasem Salem
Moatasem Salem (al-Qāhira, 2 settembre 1980) è un ex calciatore egiziano, di ruolo difensore.